# 贝里-布伊
贝里-布伊（法語：Berry-Bouy，法語發音：[beʁi bwi]）是法国谢尔省的一个市镇，位于该省中西部，属于维耶尔宗区和布尔日城市圈公共社区。该市镇于1841年由原市镇贝里马尔马涅（Berry-Marmagne）和布伊（Bouy）合并而成。

## 地理
贝里-布伊（47°6'35"N, 2°17'22"E）面积30.87 平方千米，位于法国中央-卢瓦尔河谷大区谢尔省，该省份为法国中部省份，北起卢瓦雷省，西接卢瓦-谢尔省和安德尔省，南至克勒兹省，东南接阿列省，东临涅夫勒省。
与贝里-布伊接壤的市镇（或旧市镇、城区）包括：阿卢伊、马尔马涅、耶夫尔河畔默安、圣杜尔沙、圣埃卢瓦德日。

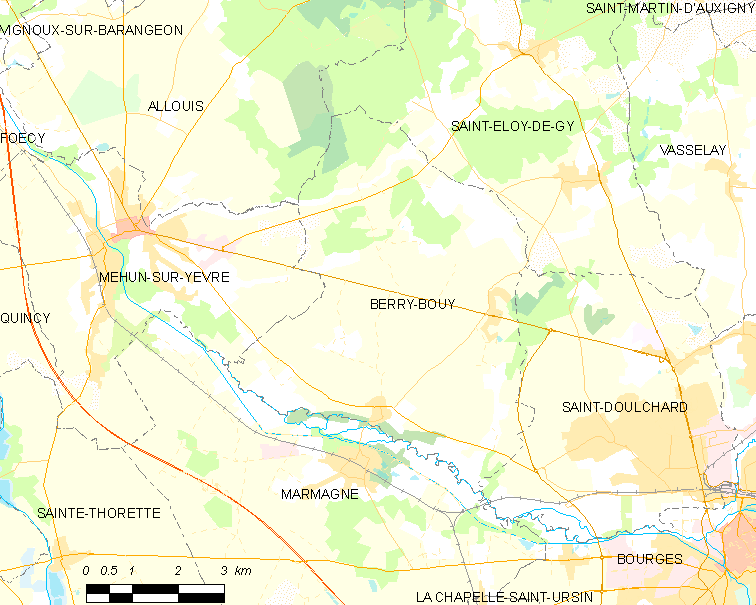
贝里-布伊的OSM定位图

贝里-布伊的时区为UTC+01:00、UTC+02:00（夏令时）。

## 行政
贝里-布伊的邮政编码为18500，INSEE市镇编码为18028。

## 政治
贝里-布伊所属的省级选区为耶夫尔河畔默安县。

## 人口

1962-2008年间贝里-布伊人口变化图示

贝里-布伊于2022年1月1日时的人口数量为1171人。